# Anthology 3
| Оценки критиков  | Оценки критиков |
| Источник         | Оценка          |
| ---------------- | --------------- |
| Allmusic         | [ 1 ]           |
| Robert Christgau | [ 2 ]           |
| Rolling Stone    | [ 3 ]           |

Anthology 3 — альбом-сборник The Beatles, выпущенный звукозаписывающим лейблом Apple Records в октябре 1996 года, заключительная часть сборника из трёх частей, который вместе с телевизионным документальным сериалом, а также книгой получил название «The Beatles Anthology» (Антология «Битлз»).
В процессе создания сборника участники The Beatles рассматривали вариант доработки композиции Леннона «Now and Then» (по аналогии с «Free as a Bird» и «Real Love»), однако отложили работу из-за неудовлетворительного качества оригинальной записи.
Альбом поднялся на вершину чарта альбомов Billboard 200, а также был сертифицирован RIAA как трижды платиновый. С 2011 года альбом доступен через iTunes.

## Список композиций
Все песни написаны Леннон-Маккартни и в стереозаписи за исключением отмеченных.
Диск 1
1. «A Beginning» (Джордж Мартин) — 0:50
  - Записано 22 июля 1968 на Abbey Road Studios, Лондон
2. «Happiness Is a Warm Gun» (Kinfauns домашнее демо) [Mono] — 2:15
  - Записано 28 мая 1968 в Kinfauns, дом Джорджа Харрисона в Ишере, Суррей
3. «Helter Skelter» (Edited Take 2) [Mono] — 4:38
  - Записано 18 июля 1968 на Abbey Road Studios, Лондон
4. «Mean Mr. Mustard» (Kinfauns домашнее демо) — 1:58
5. «Polythene Pam» (Kinfauns домашнее демо) — 1:26
  - Треки 4 и 5 записаны 29 мая 1968 в Kinfauns
6. «Glass Onion» (Kinfauns домашнее демо) — 1:51
7. «Junk» (Kinfauns домашнее демо) (Пол Маккартни) — 2:25
8. «Piggies» (Kinfauns домашнее демо) [Mono] (Джордж Харрисон) — 2:01
9. «Honey Pie» (Kinfauns домашнее демо, Edited from 2:01) — 1:19
  - Треки 6-9 записаны 28 мая 1968 в Kinfauns
10. «Don't Pass Me By» (Takes 3 & 5) (Ринго Старр) — 2:42
  - Записано 5 июня 1968 на Abbey Road Studios, Лондон
11. «Ob-La-Di, Ob-La-Da» (Take 5) — 2:56
  - Записано 3 июля 1968 на Abbey Road Studios, Лондон
12. «Good Night» (Rehearsal & Take 34) — 2:38
  - Записано 28 июня и 22 июля 1968 на Abbey Road Studios, Лондон
13. «Cry Baby Cry» (Take 1) — 2:47
  - Записано 15 июля 1968 на Abbey Road Studios, Лондон
14. «Blackbird» (Take 4) — 2:19
  - Записано 11 июня 1968 на Abbey Road Studios, Лондон
15. «Sexy Sadie» (Take 6) — 4:06
  - Записано 19 июля 1968 на Abbey Road Studios, Лондон
16. «While My Guitar Gently Weeps» (демо) Харрисон — 3:27
  - Записано 25 июля 1968 на EMI Studios, Лондон
17. «Hey Jude» (Take 2) — 4:21
  - Записано 29 июля 1968 на Abbey Road Studios, Лондон
18. «Not Guilty» (Take 102) (Харрисон) — 3:22
  - Записано 7 августа 1968 на Abbey Road Studios, Лондон
19. «Mother Nature's Son» (Take 2) — 3:17
  - Записано 9 августа 1968 на Abbey Road Studios, Лондон
20. «Glass Onion» (Take 33) [Mono] — 2:08
  - Записано 11 сентября 1968 на Abbey Road Studios, Лондон
21. «Rocky Raccoon» (Take 8) — 4:13
  - Записано 15 августа 1968 на Abbey Road Studios, Лондон
22. «What’s the New Mary Jane» (Take 4) — 6:12
  - Записано 14 августа 1968 на Abbey Road Studios, Лондон
23. «Step Inside Love»/«Los Paranoias» — 2:30
  - Записано 16 сентября 1968 на Abbey Road Studios, Лондон
24. «I’m So Tired» (Takes 3, 6 и 9) — 2:14
  - Записано 8 октября 1968 на Abbey Road Studios, Лондон
25. «I Will» (Take 1) — 1:55
  - Записано 16 сентября 1968 на Abbey Road Studios, Лондон
26. «Why Don’t We Do It in the Road?» (Take 4) — 2:15
  - Записано 9 октября 1968 на Abbey Road Studios, Лондон
27. «Julia» (Take 2) — 1:57
  - Записано 13 октября 1968 на Abbey Road Studios, Лондон

Диск 2
1. «I've Got a Feeling» (Savile Row) — 2:49
  - Записано 24 января 1969 на Apple Studios, Savile Row, Лондон
2. «She Came In Through the Bathroom Window» (Rehearsal) (Savile Row) — 3:37
3. «Dig a Pony» (Savile Row) — 4:18
  - Треки 2 и 3 записаны 22 января 1969 на Apple Studios, Savile Row, Лондон
4. «Two of Us» (Savile Row) — 3:27
  - Записано 24 января 1969 на Apple Studios, Savile Row, Лондон
5. «For You Blue» (Savile Row) (Харрисон) — 2:23
  - Записано 25 января 1969 на Apple Studios, Savile Row, Лондон
6. «Teddy Boy» (Savile Row) (Маккартни) — 3:18
  - Записано 24 и 28 января 1969 на Apple Studios, Savile Row, Лондон
7. Попурри: «Rip It Up» (Robert Blackwell-John Marascalco)/«Shake, Rattle and Roll» (Jesse Stone)/«Blue Suede Shoes» (Carl Perkins) (Savile Row) — 3:10
8. «The Long and Winding Road» (Savile Row) — 3:41
  - Мастер-трек без изменений, внесённых Филом Спектором
  - Треки 7 и 8 записаны 26 января 1969 на Apple Studios, Savile Row, Лондон
9. «Oh! Darling» (Savile Row, Edited from 6:37) — 4:08
  - Записано 27 января 1969 на Apple Studios, Savile Row, Лондон
10. «All Things Must Pass» (демо) (Харрисон) — 3:05
  - Записано 25 февраля 1969 на Abbey Road Studios, Лондон
11. «Mailman, Bring Me No More Blues» (Savile Row) (Ruth Roberts, Bill Katz, Stanley Clayton) — 1:56
  - Записано 29 января 1969 на Apple Studios, Savile Row, Лондон
12. «Get Back» (Live at the «Rooftop Concert») — 3:09
  - Записано 30 января 1969 на Apple Building Rooftop, Savile Row, Лондон
13. «Old Brown Shoe» (демо) (Харрисон) — 3:03
  - Записано 25 февраля 1969 на Abbey Road Studios, Лондон
14. «Octopus's Garden» (Takes 2 & 8) (Старр) — 2:49
  - Записано 26 апреля 1969 на Abbey Road Studios, Лондон
15. «Maxwell’s Silver Hammer» (Take 5) — 3:50
  - Записано 9 июля 1969 на Abbey Road Studios, Лондон
16. «Something» (демо) [Mono] (Harrison) — 3:19
  - Записано 25 февраля 1969 на Abbey Road Studios, Лондон
17. «Come Together» (Take 1) — 3:40
  - Записано 21 июля 1969 на Abbey Road Studios, Лондон
18. «Come and Get It» (демо) (McCartney) — 2:30
19. «Ain't She Sweet» (Jam) (Milton Ager-Jack Yellen) — 2:09
  - Треки 18 и 19 записаны 24 июля 1969 на Abbey Road Studios, Лондон
20. «Because» (A cappella version) — 2:24
  - Записано 1 августа 1969 на Abbey Road Studios, Лондон, вокальная аранжировка Дж. Мартин
21. «Let It Be» (Savile Row) — 4:05
  - Записано 25 января 1969 на Apple Studios, Savile Row, Лондон
22. «I Me Mine» (Take 16) (Harrison) — 1:48
  - Записано 3 января 1970 на Abbey Road Studios, Лондон; Леннон не присутствовал (Lennon was not present)
23. «The End» (Remix с финальной аккордом A Day in the Life) — 2:51
  - Записано: 22 февраля 1967; 23 июля; 5, 7, 8, 15 и 18 августа 1969 на Abbey Road Studios, Лондон